# Agonalia
Agonalia, též Agonia, Agonium či Agonales byl ve starověkém římské náboženství svátek který se konal se čtyřikrát do roka a to 9. ledna, 17. března, 21. května a 11. prosince. Zavedeny byly údajně římským  králem Numem Pompiliem. Význam svátku byl již v době konce Římské republiky nejasný a není jasné nakolik byl skutečně slaven, Varro a Macrobius v souvislosti s březnovými Agonaliemi uvádí jako svůj zdroj salie, respektive pontifiky. Ovidius ve svých Fasti zmiňuje Agonalie konané 9. ledna a počest boha Iana, při kterých rex sacrorum v římské Regii obětoval berana. Varro ve svém díle O latinském jazyce a Macrobius v Saturnáliích píší o Agonaliích k poctě Marta. V tento den byl rovněž slaven svátek Liberalia, ale nezdá že by mezi těmito dvěma svátky byla souvislost. Varro též uvádí oběť berana, kterou prováděl rex sacrorum v Regii.